# Werner Fleischhauer
Werner Fleischhauer (* 14. Januar 1903 in Stuttgart; † 3. Februar 1997 in Stuttgart) war ein deutscher Kunsthistoriker, von 1943 bis 1945 Direktor des Stuttgarter Schlossmuseums und von 1952 bis 1968 Direktor des Württembergischen Landesmuseums. Seine zahlreichen Veröffentlichungen haben insbesondere die Kunstgeschichte Württembergs zum Gegenstand.

## Werdegang
Fleischhauer war der Sohn des Hofkunsthändlers Felix Fleischhauer und besuchte das Eberhard-Ludwigs-Gymnasium Stuttgart, bevor er in Tübingen, München und Frankfurt am Main Kunstgeschichte studierte. In Tübingen wurde er 1921 Mitglied der Studentenverbindung AV Virtembergia Tübingen. Zu seinen Professoren am Kunstgeschichtlichen Institut in Frankfurt am Main zählte Rudolf Kautzsch, der ihn nachhaltig prägte. Fleischhauer kam 1925 als wissenschaftlicher Hilfsarbeiter an das Schlossmuseum Stuttgart, wurde dort 1934 Konservator, 1937 Hauptkonservator und von 1943 bis 1945 Direktor. Nach Gründung des Württembergischen Landesmuseums wurde er 1948 Hauptkonservator und war von 1952 bis 1968 dessen Direktor. 1961 wurde Fleischhauer zum Honorarprofessor für Kunstgeschichte an der Universität Tübingen ernannt. Er hat sich bis ins hohe Alter mit kunsthistorischer Quellenforschung beschäftigt und noch mit über 80 Jahren Beiträge veröffentlicht. Seine letzten Lebensjahre ab 1988 verbrachte er im Stuttgarter Augustinum.

## Werke
Im Laufe seiner beruflichen Tätigkeit und darüber hinaus hat Fleischhauer zahlreiche Schriften zur württembergischen Kunstgeschichte veröffentlicht. Sein erstes Werk war 1928 eine Monographie über den Stuttgarter Maler Philipp Friedrich Hetsch. Von großer Bedeutung war der Aufsatz Die Malereien im Stuttgarter Lusthaus (1932) Seine späteren Werke widmeten sich dann allgemeineren Themen, z. B. Das Bildnis in Württemberg 1760–1860 (1939) oder Die Zeit des Klassizismus und der Romantik in Schwaben (1952). Als seine Hauptwerke gelten Barock im Herzogtum Württemberg (1958), Renaissance im Herzogtum Württemberg (1971) und Die Geschichte der Kunstkammer der Herzöge von Württemberg in Stuttgart (1976), die teilweise in mehreren Auflagen erschienen und von zugehörigen weiteren Aufsätzen begleitet wurden.

## Ehrungen
- 1961: Schillerpreis der Stadt Marbach am Neckar für sein Werk Barock im Herzogtum Württemberg
- 1968: Großes Verdienstkreuz der Bundesrepublik Deutschland
- 1978: Ehrenmitglied der  Staatlichen Akademie der Bildenden Künste Stuttgart